# Liste des sites Natura 2000 du Bas-Rhin
Cet article recense les sites Natura 2000 du Bas-Rhin, en France.

## Statistiques
Le Bas-Rhin compte 16 sites classés Natura 2000. 10 bénéficient d'un classement comme site d'intérêt communautaire (SIC), 6 comme zone de protection spéciale (ZPS).

## Liste
| Site                                                                         | Type | Superficie (ha) | Fiche     | Coordonnées                      | Photo |
| ---------------------------------------------------------------------------- | ---- | --------------- | --------- | -------------------------------- | ----- |
| Champ du Feu                                                                 | SIC  | +00169,         | FR4201802 | 48° 24′ 00″ nord, 7° 15′ 48″ est |       |
| Lauter                                                                       | SIC  | +01 994,        | FR4201796 | 49° 00′ 14″ nord, 8° 01′ 23″ est |       |
| Massif du Donon, du Schneeberg et du Grossmann                               | SIC  | +03 151,        | FR4201801 | 48° 32′ 08″ nord, 7° 15′ 58″ est |       |
| Massif forestier de Haguenau                                                 | SIC  | +03 114,        | FR4201798 | 48° 49′ 02″ nord, 7° 50′ 32″ est |       |
| Moder et affluents                                                           | SIC  | +01 996,        | FR4201795 | 48° 55′ 54″ nord, 7° 33′ 50″ est |       |
| Sauer et affluents                                                           | SIC  | +00749,         | FR4201794 | 49° 01′ 50″ nord, 7° 44′ 31″ est |       |
| Secteur alluvial Rhin-Ried-Bruch, Bas-Rhin                                   | SIC  | +20 086,        | FR4201797 | 48° 26′ 00″ nord, 7° 44′ 15″ est |       |
| Val de Villé et ried de la Schernetz                                         | SIC  | +02 002,        | FR4201803 | 48° 20′ 25″ nord, 7° 21′ 54″ est |       |
| Vallée de la Sarre, de l'Albe et de l'Isch, marais du Francaltroff, Bas-Rhin | SIC  | +00517,         | FR4202003 | 48° 57′ 18″ nord, 7° 01′ 34″ est |       |
| Vosges du Nord                                                               | SIC  | +04 996,        | FR4201799 | 48° 48′ 53″ nord, 7° 20′ 24″ est |       |
| Crêtes du Donon-Schneeberg, Bas-Rhin                                         | ZPS  | +06 810,18      | FR4211814 | 48° 34′ 26″ nord, 7° 14′ 10″ est |       |
| Forêt de Haguenau                                                            | ZPS  | +19 220,        | FR4211790 | 48° 51′ 21″ nord, 7° 53′ 39″ est |       |
| Ried de Colmar à Sélestat, Bas-Rhin                                          | ZPS  | +04 787,5       | FR4212813 | 48° 15′ 29″ nord, 7° 29′ 35″ est |       |
| Vallée du Rhin de Lauterbourg à Strasbourg                                   | ZPS  | +08 816,15      | FR4211811 | 48° 45′ 54″ nord, 8° 00′ 44″ est |       |
| Vallée du Rhin de Strasbourg à Marckolsheim                                  | ZPS  | +08 703,        | FR4211810 | 48° 20′ 07″ nord, 7° 42′ 27″ est |       |
| Vosges du Nord                                                               | ZPS  | +04 995,53      | FR4211799 | 48° 48′ 53″ nord, 7° 20′ 04″ est |       |